# Sumberanom (Sumber)
Sumberanom is een bestuurslaag in het regentschap Probolinggo van de provincie Oost-Java, Indonesië. Sumberanom telt 1611 inwoners (volkstelling 2010).